# بيير فرانسوا ماري أوغست دجين
بيير فرانسوا ماري أوغست دجين (بالفرنسية: Pierre François Marie Auguste Dejean)‏  (و. 1859 – 1918 م) هو عالم حيواني، وبروفسور من الرايخ الألماني .
توفي في شتوتغارت، عن عمر يناهز 59 عاماً.